# Lovro Ivanković
Lovro Ivanković (Požega, 7. svibnja 1991.) hrvatski kazališni, filmski i televizijski glumac.

## Životopis
Akademiju primijenjenih umjetnosti - smjer Gluma i mediji u Rijeci (Sveučilište u Rijeci)  završava 2016.

## Filmografija

### Filmske uloge:
- "Ibiza" kao muškarac (2018.) - Netflix
- "Kameleon" kao tv voditelj (2017.) - Aion
- "Noćno pecanje" kao Mirko (2016.) - Kino klub Zagreb
- "Mopus Deni" kao detektiv (2015.) - Aion

### Kazališne uloge:
- "Eduard Drugi" kao Lanchaster (2021.). - Kazalište Hotel Bulić
- "Pakao" kao Karon, Alessio (2021.) - Osječko ljeto kulture & HNK Osijek
- "Instrukcija" kao profesor (2020.) - Drama Plus
- "Biste li pristali na smrt"  (2020.) - Teatar &TD
- "Anafilaksa" kao muškarac (2019.) - A Teatar
- "Kabanica" kao Akakij Akakijevič (2019.) - HNK Zadar & Drama Plus
- "Idi pa vidi, Didi (eko avantura)" kao načelnik Patrik (2019.) - Gradsko kazalište Požega
- "Plavi zvuk" kao profesor i Prevrtalo (2018.) - Kazalište Mala scena

- "San Ivanjske noći" kao Oberon (2018.) - INK Pula
- "Igre glasom" kao Arap (2017.) - &TD (Perforacije)
- "Djevojka, šestar, nevidljiva i rodbina" (Klupa u parku) (2017.) - Gavella (Ogranak mladih HDDU)
- "Gospođica Neću" kao tata, baka, dječak Tin i slon (2017.) - Scena Gorica
- "Antigona" kao stražar, glasnik, član kora (2015.) - Teatar Ulysses
- "Kralj Lear" kao Oswald (2015.) - Teatar Ulysses
- "Tuna Bunjavilo" kao Šolda (2015.) - Gradsko kazalište Požega

### Televizijske uloge:
- "Dar mar" kao novinar Dubravko (2020.) - Nova Tv
- "Drugo ime ljubavi" kao novinar (2019.) - Nova Tv
- "Crno bijeli svijet" kao Milek kolega (2018.) - Interfilm

#### Glazbeni spotovi:
- "S.A.R.S." - Klovn (2017.)
- "S.A.R.S." - Ikone pop kulture (2014.)
- "Ti ritu piri pip" - Polako (2014.)

### Sinkronizacija:
- "Cvrčak i Mravica" kao nekoliko sporednih likova (2023.) - Diedra
- "Mačak u čizmama: Posljednja želja" kao partijaner, stražar i član pekarske bande (2022.) - Rubikon
- "Sonic: Super jež 2" kao nekoliko sporednih likova (2022.) - Duplicato
- "Monstermania" kao direktor (2021.) - Duplicato
- "Psići u ophodnji: Film" kao čovjek na telefonu, putnik i Rocket (2021.) - Duplicato
- "Space Jam: Nova legenda" kao Klay Thompson (2021.) - Duplicato
- "Klaus" kao starac u ležaljki, Ellingboe vijećnik i Krum vijećnik (2020.) - VSI-NET
- "Spin fighters" kao Dorian (2020.) - DLR / AVID
- "Monchhichi" kao Sylvus (2019.) - NET
- "Fantasy Patrol" kao Tweedldum (2019.) - NET
- "Miraculous: Pustolovine Bubamare i Crnog Mačka" kao Djed Božićnjak (2019.) - NET
- "Transformers" kao Superstorm (2017.) - Livada
- "Violetta" kao Ezequiel (2017.) - Livada
- "Stanley Dynamic" kao nekoliko sporednih likova (2017.) - AVID
- "Zaposlene životinje" kao nekoliko sporednih likova (2017.) - AVID
- "Auti 3" kao Deni Servo i King (2017.) - Livada